# Kazumasa Akiyama
Kazumasa Akiyama (jap. 秋山 一将, Akiyama Kazumasa; * 1955 in der Präfektur Tokio) ist ein japanischer Fusion- und Jazzmusiker (Gitarre).
Kazumasa Akiyama spielte ab den 1970er-Jahren in der Tokioter Jazzszene u. a. mit dem Isao Suzuki Sextett, mit dem auch erste Aufnahmen entstanden; ferner wirkte er bei Aufnahmen von Mikio Masuda, Noriko Miyamoto und Yasuaki Shimzu mit. 1978 spielte er mit Yasuaki Shimizu, Mikio Masuda, Masanori Sasaji, Kazuya Sugimoto, Hideo Yamaki und Tatsuji Yokoyama sein Debütalbum Dig My Style (Flying Dog) ein; 1979 folgte die Fusion-Produktion Beyond the Door, an dem Masanori Sasaji, Motohiko Hamase, Akira Doi, Noriko Miyamoto und der Sänger Jimmy Satoshi Murakawa mitwirkten.
In den 1980er- und 1990er-Jahren arbeitete Akiyama u. a. noch mit Yasuko Agawa, Tatsuya Nakamura, Tsuyoshi Yamamoto, Chin Suzuki, Mari Nakamoto, Chie Ayado und dem Kōsuke Mine Quintett. Der Diskograf Tom Lord listet ihn im Bereich des Jazz/Fusion zwischen 1976 und 1998 bei 21 Aufnahmesessions. Ferner wirkte er als Studiomusiker bei einer Reihe von Aufnahmen mit, etwa bei Noriko Miyamoto oder Lisa Ono. In späteren Jahren spielte er u. a. im Quartett mit Hikari Ichihara, Koichi Inoue und Nori Shiota sowie im Sextett von Hironori Suzuki (u. a. mit Shōta Watanabe); außerdem legte er noch die Alben Quiet Storm (2005) und Dr. Rain (2008) vor.